# Ям-Тьосово
Ям-Тьосово (рос. Ям-Тёсово) — присілок у Лузькому районі Ленінградської області Російської Федерації.
Населення становить 1643 особи. Належить до муніципального утворення Ям-Тьосовське сільське поселення.

## Історія
Згідно із законом від 28 вересня 2004 року № 65-оз належить до муніципального утворення Ям-Тьосовське сільське поселення.

## Населення
| 1884  | 1885  | 1909  | 1928 | 1958 | 1990  | 1997  |
| ----- | ----- | ----- | ---- | ---- | ----- | ----- |
| 357   | ↘338  | ↘337  | ↗372 | ↘223 | ↗1752 | ↘1710 |
| 2007  | 2010  | 2013  |      |      |       |       |
| ↘1641 | ↗1645 | ↘1643 |      |      |       |       |